# Хуго IV (Нордгау)
Хуго IV фон Нордгау (на немски: Hugo IV „Raucus“ im Nordgau; * 970; † 1048) от фамилията Етихониди е граф на Егисхайм, в Нордгау в горен Елзас и Дагсбург. Той е баща на папа Лъв IX.
Той е син на граф Хуго II фон Нордгау († 940) и съпругата му Луитгарда (или Хилдегарда) от Мец, дъщерята на Герхард от Лотарингия. Майка му е внучка на Готфрид от Мец († 949) и Ерментруда Френска, дъщерята на френския крал Шарл III Простовати († 929). Внук е на граф Еберхард IV фон Нордгау († 972/973) и Лиутгард фон Бидгау (* 915, † 960). Брат е на Еберхард V граф в Нордгау, Герхард I граф в Нордгау и на Матфрид I граф в Нордгау.
През 1027 г. той наследява брат си Еберхард V.

## Фамилия
Хуго IV се жени за графиня Хайлвиг фон Дагсбург-Егисхайм (980 – 1046), вдовица на Екберт фон Щаде (* ок. 950), дъщеря на граф Лудвиг фон Дагсбург († сл. 980). Те имат децата: 
- Герхард III († убит в битка 1038), граф на Егисхайм, женен за Берта от Женева
- Еберхард V фон Егисхайм, граф в Нордгау (986/1016)
- Бруно фон Егисхайм-Дагсбург (1002 – 1054), от 12 февруари 1049 г. папа Лъв IX
- Хуго VII (IX) († сл. 1049), граф на Дагсбург, женен за Мехтилд/Матилда
- Аделхайд фон Дагсбург, омъжена за херцог Ернст II от Швабия († 1030)
- Хилдегард фон Егисхайм, омъжена за Рихвин от Мусон, граф на Скарпон (тяхното дете: Лудвиг от Мусон)
- Аделхайд фон Егисхайм († ок. 1037), омъжена за Адалберт I фон Калв, граф в Уфгау (Баден) († 1046/1049)
- Гертруд († 1077), омъжена за маркграф Лиудолф от Фризия († 1038)
- Гепа, абатиса на Св. Квирин в Нойс (1050)

Той има незаконна дъщеря:
- Матилда фон Егисхайм, омъжена за плалцграф и херцог Ото II от Швабия († 1047)